# Sommer-Paralympics 2020/Teilnehmer (Benin)
Benin sendete für die Paralympischen Spiele 2020 in Tokio (24. August bis 5. September 2021) zwei Athleten.
| stlisierte Goldmedaille | stlisierte Silbermedaille | stlisierte Bronzemedaille |
| ----------------------- | ------------------------- | ------------------------- |
| —                       | —                         | —                         |

## Teilnehmer

### Leichtathletik
| Athleten                     | Wettbewerb      | Vorlauf/Vorkampf | Vorlauf/Vorkampf | Halbfinale | Halbfinale | Finale        | Finale        | Rang |
| Athleten                     | Wettbewerb      | Zeit/Weite       | Rang             | Zeit/Weite | Rang       | Zeit/Weite    | Rang          | Rang |
| ---------------------------- | --------------- | ---------------- | ---------------- | ---------- | ---------- | ------------- | ------------- | ---- |
| Frauen                       |                 |                  |                  |            |            |               |               |      |
| Marina Charlotte Houndalowan | 100 m T11       | 13,03 s          | 2                | 13,15 s    | 4          | Ausgeschieden | Ausgeschieden | 6.   |
| Männer                       |                 |                  |                  |            |            |               |               |      |
| Fayssal Atchiba              | Kugelstoßen F57 | –                | –                | –          | –          | 6,06 m        | 13            | 13.  |